# پلوتوپتریده
پلوتوپتریده(نام علمی: Plotopteridae) نام یک تیره از راسته پلیکان‌سانان است.